# Serhij Kwasnikow
Serhij Kwasnikow, czasem Serghei Kvasnikov, ukr. Сергій Вікторович Квасніков, ru. Сергей Викторович Квасников (ur. 12 czerwca 1960 w Ordżonikidze) – ukraiński i mołdawski piłkarz pochodzenia rosyjskiego, który przez większą część kariery występował na pozycji bramkarza w ukraińskich klubach. Wystąpił w pierwszym w historii spotkaniu reprezentacji Mołdawii rozegranym jako mecz towarzyski 2 lipca 1991 roku przeciwko Gruzji na Stadionul Republican w Kiszyniowie. Zawodnik rozegrał pełne spotkanie, wpuszczając przy tym do bramki cztery gole (mecz zakończył się porażką gospodarzy 2:4). Był to jedyny mecz Kvasnikova w narodowych barwach. W latach 1990–1991 piłkarz występował w drużynie Zimbru Kiszyniów, a w latach 1993–1994 reprezentował barwy austriackiego FC Stadlau.